# Karl-Theodor Geringer
Karl-Theodor Geringer (* 13. April 1937 in Jalta; † 3. Oktober 2022 in Wien) war ein österreichischer Kirchenrechtler.

## Leben
Karl-Theodor Geringer wurde am 29. Juni 1961 für die Erzdiözese Wien ordiniert. Er war Synodalrichter im Erzbistum Wien und von 1982 bis 1986 Ordinarius für Kirchenrecht an der Theologischen Fakultät der Universität Passau. 1986 erhielt er einen Ruf als ordentlicher Professor an die Ludwig-Maximilians-Universität München. Er lehrte dort am Kanonistischen Institut, dem heutigen Klaus-Mörsdorf-Studium für Kanonistik, Kirchenrecht, insbesondere Eherecht, Prozess- und Strafrecht sowie Staatskirchenrecht. 2002 wurde er emeritiert.
Geringer hat mehrere Bücher und zahlreiche Arbeiten zum Kirchenrecht veröffentlicht.
Er war seit 1955 Mitglied der katholischen Studentenverbindung KaV Norica Wien im Cartellverband (ÖCV). Geringer wurde mit dem Österreichischen Ehrenkreuz für Wissenschaft und Kunst I. Klasse und 2007 mit dem Großen Silbernen Ehrenzeichen für Verdienste um die Republik Österreich ausgezeichnet.